# Werben (Elbe)
För andra betydelser, se Werben.
Werben, formellt Hansestadt Werben (Elbe), är en småstad i Landkreis Stendal i det tyska förbundslandet Sachsen-Anhalt och en av Tysklands minsta stadskommuner. Staden ombildades den 1 januari 2010 genom en sammanslagning av de tidigare kommunerna Behrendorf och Werben i den nya kommunen Werben. Den förvaltas i förvaltningsgemenskapen Arneburg-Goldbeck tillsammans med kommunerna Arneburg, Eichstedt, Goldbeck, Hassel, Hohenberg-Krusemark, Iden och Rochau, vars säte ligger i Goldbeck.
Under trettioåriga kriget var Werben 1630–1631 en viktig svensk stödjepunkt i den så kallade Elbelinjen.
Sedan maj 2008 kallas staden officiellt hansestad.